# Kvarnskolan

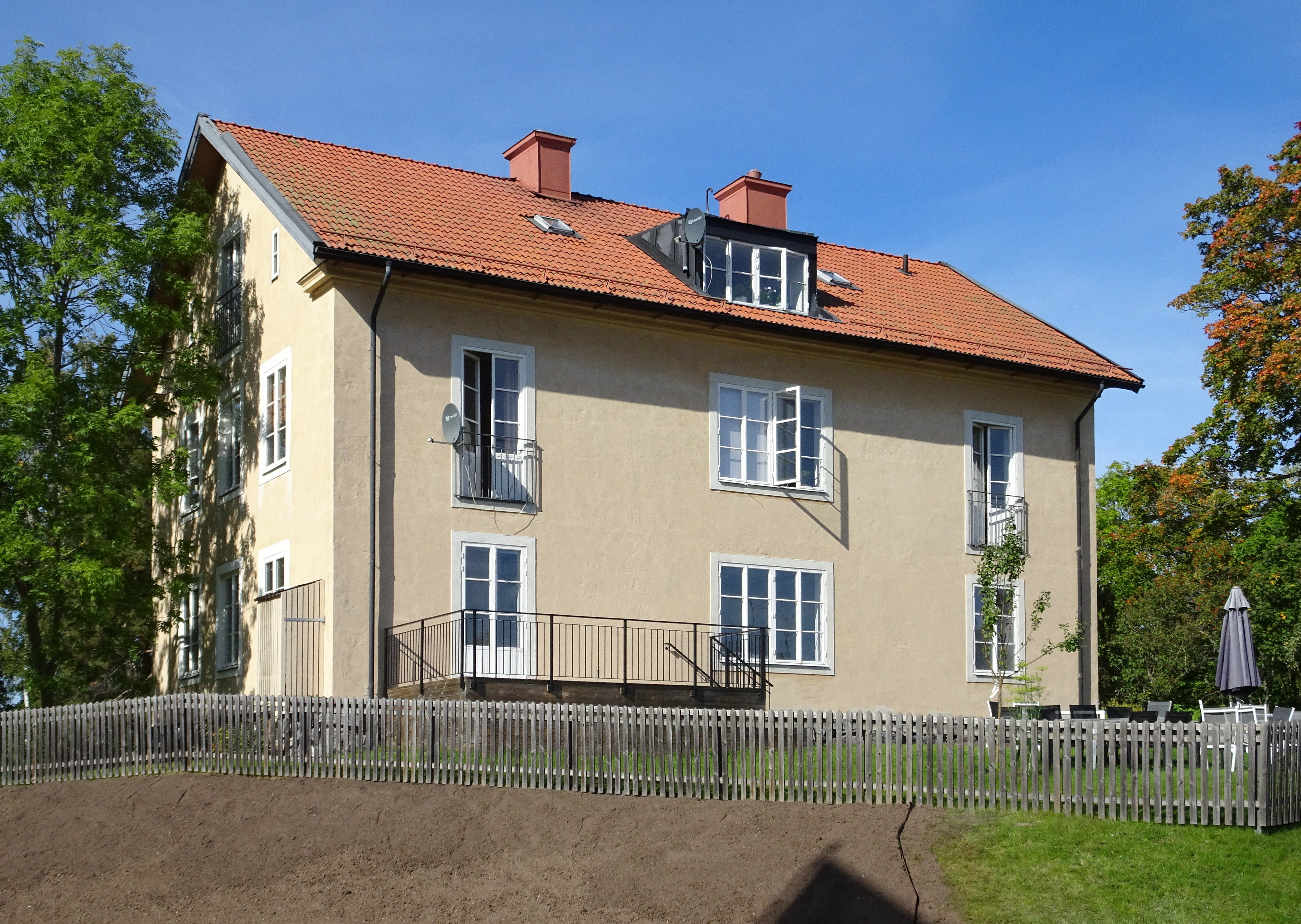
Kvarnskolan i september 2021.

Kvarnskolan ligger vid Kvarnvägen 1 i kommundelen Hersby i Lidingö kommun. Kvarnskolan invigdes 1875 var då en av de första för sitt ändamål byggda skolhusen på Lidingön, till en början enbart för flickor. Skolbyggnaden finns kvar än idag och inhyser en förskola.

## Historik

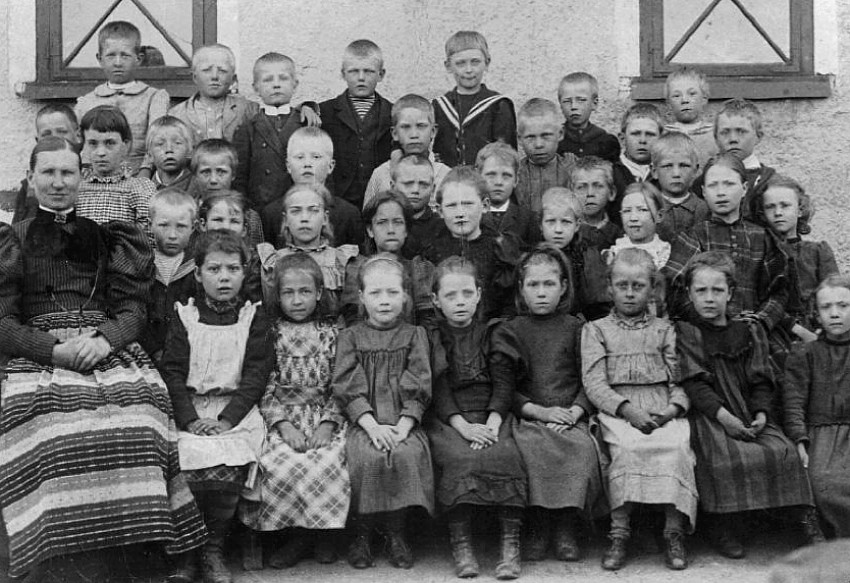
Kvarnskolans klass år 1900. Till vänster sitter lärarinnan Hanna Kiörning.

Efter att Sverige 1842 fått en lag om allmän folkskola började undervisningen i Lidingös sockenstuga. Det första nybyggda skolhuset var Klockargården vid Lidingö kyrka som stod klart 1845. I Käppala öppnades den första skolan 1873 och i Hersby byggdes Kvarnskolan 1875, båda på privat initiativ. Skolan i Käppala hade bekostats av grosshandlaren Edward Francke och Kvarnskolan av patron Edvard Witte (1810–1880), dåvarande ägaren av Gåshaga gård. Därefter följde fler skolor på Lidingön.
Kvarnskolan fick sitt namn efter den närbelägna Näsets kvarn, en väderkvarn som tillhörde Hersby gård. Edvard Wittes önskemål var att grunda en läs- och slöjdskola för församlingens flickor. Redan 1890 fick även pojkar besöka skolan. I skolhuset fanns från början också församlingens fattigstuga och en bostad åt kyrkvaktaren. Kvarnskolans lärarinna bodde i kvarnens mjölnarstuga.
Kvarskolan fungerade som vanlig grundskola fram till höstterminen 2018, därefter flyttade ”Förskolan Kvarnskolan” in.
Inga-Lisa Hedin, hustru till författaren Svante Hedin, beskrev i sin bok ”Skolvägen”, som handlar om Lidingös skolor från 1842–1970-talet, vardagslivet på Kvarnskolan kan man läsa:
| ” | I skolsalen fanns en vattentunna av koppar med skopa. Vatten hämtades i en brunn på gården och eleverna hade varsin mugg uppställd i fönstret. Den dryck eleverna hade med sig till frukostmålet ställdes vintertid runt kakelugnen för att värmas upp. Eleverna hjälptes åt att bära in ved för eldning. ”Man fick inte skräpa ned för då blev fru Jacobsson inte glad. Hon städade i skolan och bodde i Kvarnstugan. | „ |